# Brug van Langlois

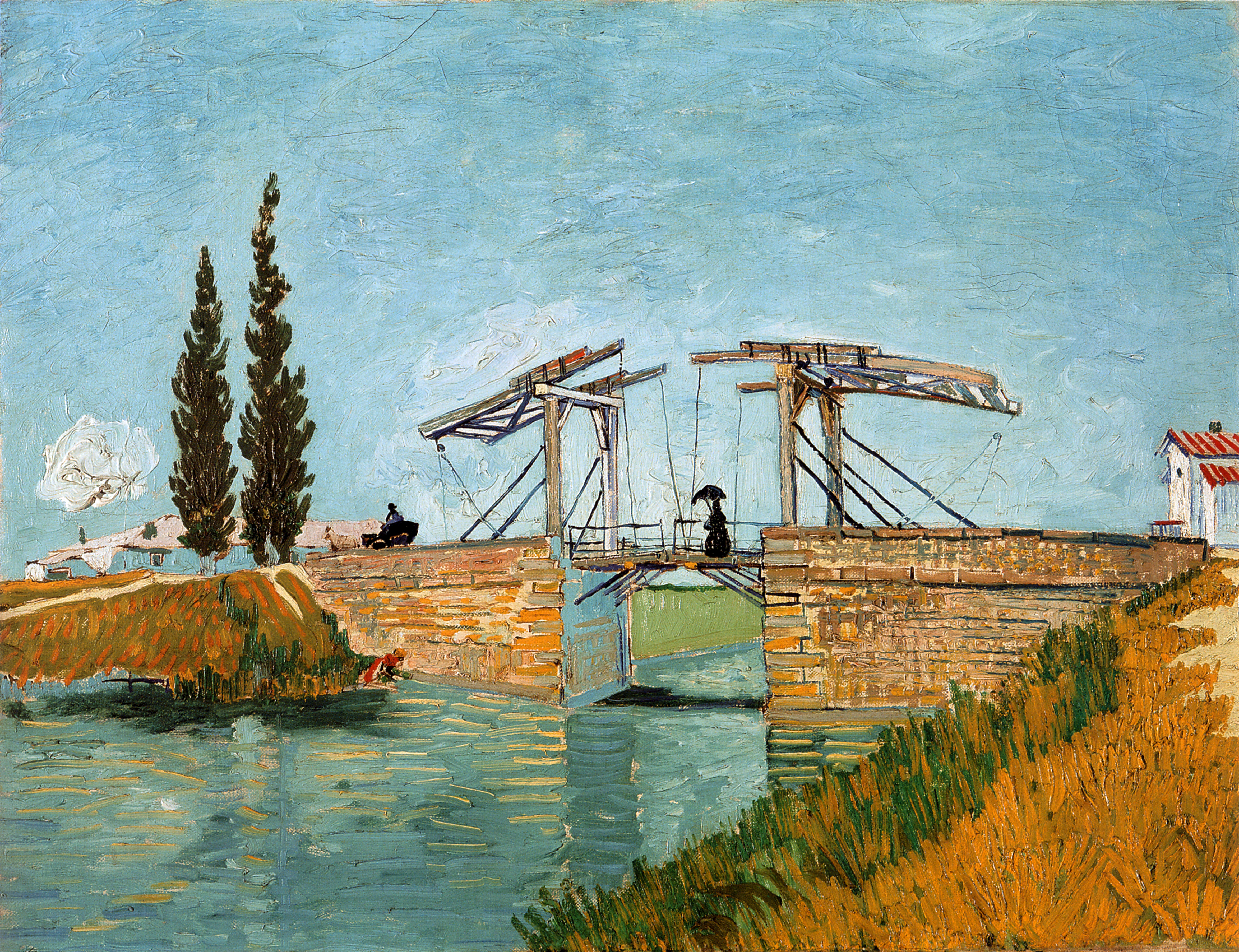
Brug van Langlois

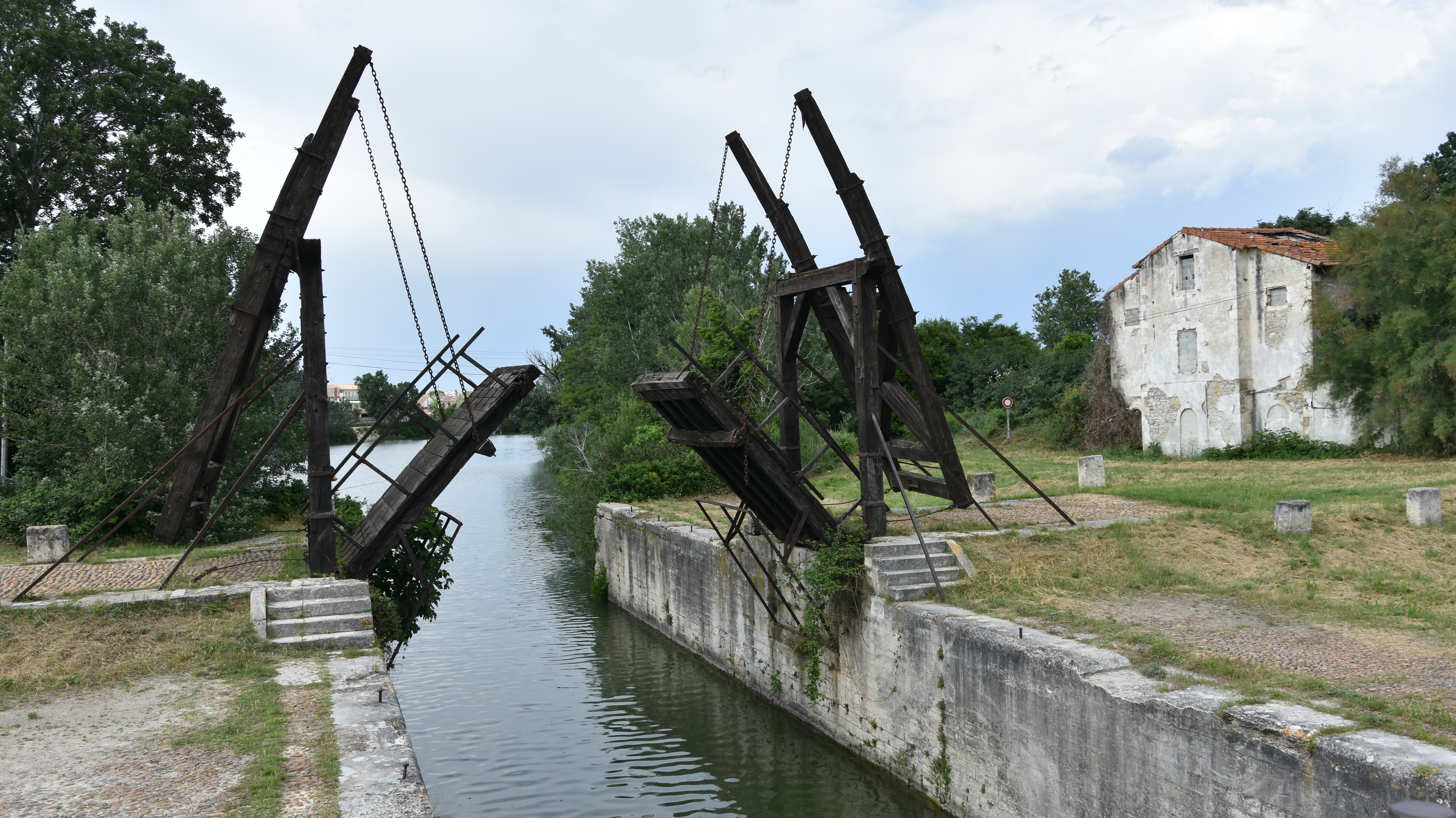
De huidige ophaalbrug

De Brug van Langlois is het onderwerp van vier olieverfschilderijen, een aquarel en vier tekeningen door Vincent van Gogh. Deze werken ontstonden in 1888 toen de kunstenaar in de Franse stad Arles verbleef.
Van Gogh werd beïnvloed door Japanse houtsnedes gezien hij kleur op een eenvoudige manier gebruikte om een harmonieus en samenhangend geheel te maken. Contrasterende kleuren, zoals blauw en geel gebruikte hij om levendigheid aan zijn werken toe te voegen. Hij schilderde met impasto of dik aangebrachte verf om zo de reflectie van licht na te bootsen. Het onderwerp, de ophaalbrug, herinnerde hem aan zijn thuisland, Nederland.

## Het schilderij in een brief aan zijn broer
In een brief die hij in 1888 aan zijn broer Theo schrijft zegt hij: En wat het werk betreft, ik heb een doek van 15 meegebracht vandaag, het is een wagen die over een ophaalbrug rijdt en zich aftekent tegen een blauwe lucht - de rivier is ook blauw, oranjekleurige bermen met planten en een groep wasvrouwen met caraco's en bontgekleurde mutsen. De brief wordt bewaard in het Kröller-Müller Museum.
De brug die anno 2018 aan de rue Gaspard Monge over het kanaal van Arles naar Port-de-Bouc ligt, is een replica van de brug gebouwd in de eerste helft van de 19e eeuw en ligt enkele meters ten noorden van haar eerste locatie. De oorspronkelijke houten ophaalbrug, genoemd naar haar brugwachter Langlois, werd in 1930 vervangen door een brug uit gewapend beton die in 1944 door terugtrekkende Duitse troepen werd opgeblazen. In Arles staat ze nu bekend als Pont Van Gogh.

## Galerij

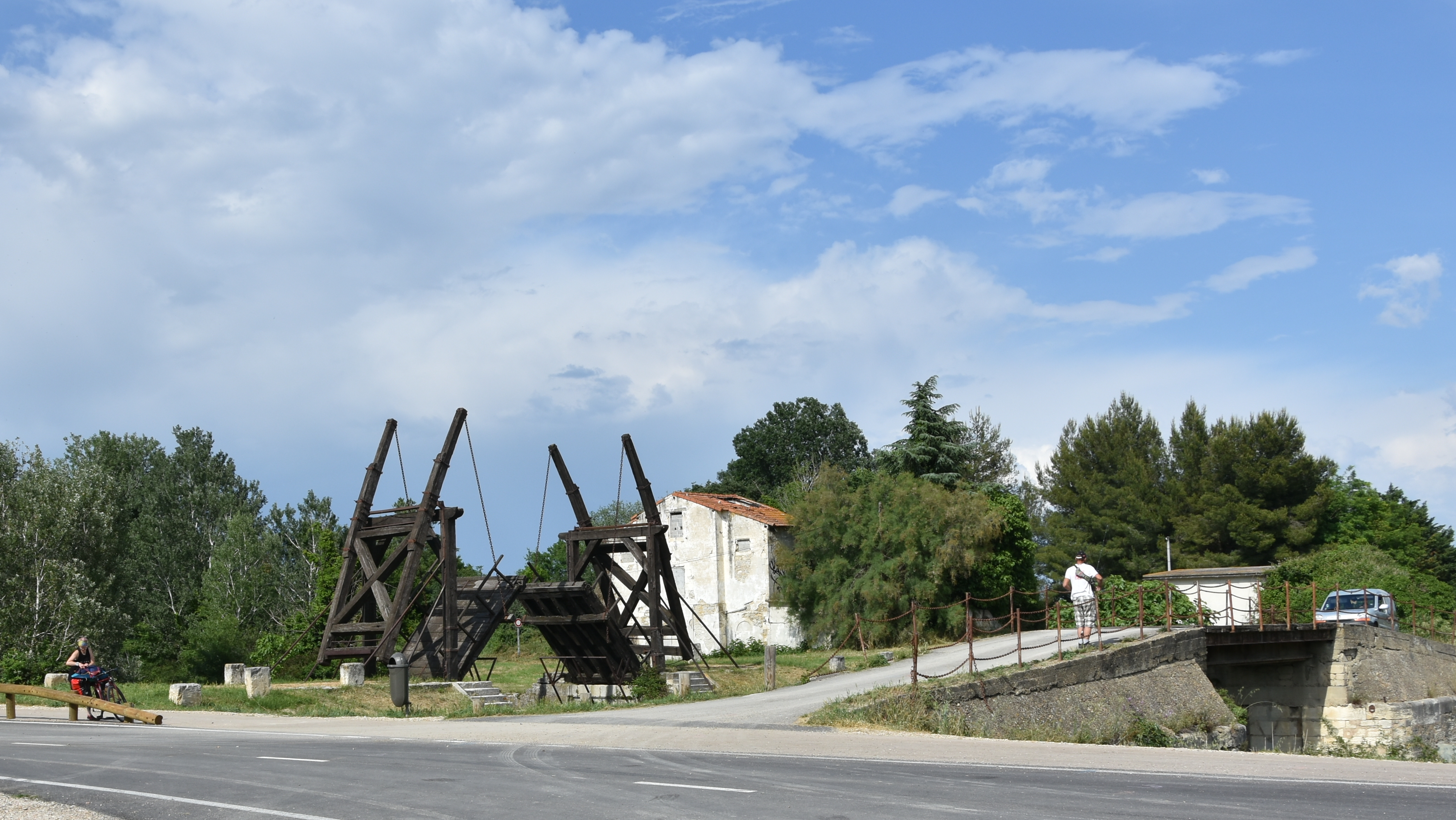
De ophaalbrug en de betonnen brug
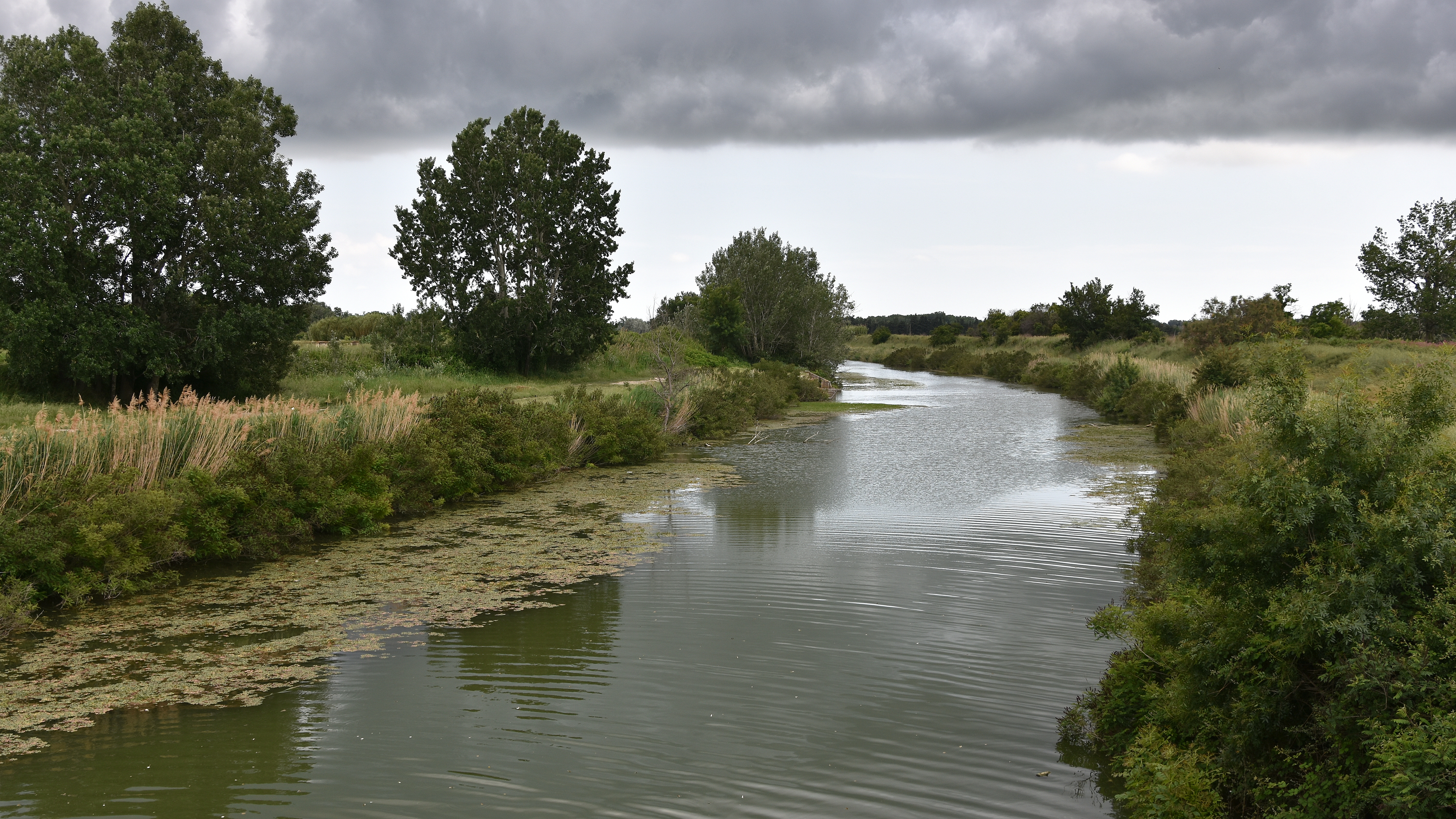
Het kanaal van Arles naar Port-de-Bouc